# Vincenzo Tangorra
Vincenzo Tangorra (Venosa, 8 dicembre 1866 – Roma, 21 dicembre 1922) è stato un economista e politico italiano, deputato e ministro del Regno d'Italia.

## Biografia
Nacque a Venosa l'8 dicembre 1866, figlio di un maestro elementare. Fu educato nel Collegio Convitto "Principe di Napoli" di Assisi e compì i suoi studi negli istituti tecnici, studiando agrimensura presso il Regio Istituto Tecnico di Melfi e ragioneria ad Ancona, dove conseguì il diploma nel 1886.
Successivamente, non disponendo dei mezzi per continuare a studiare, e avendo d'altra parte urgente bisogno di provvedere al proprio sostentamento e a quello della sua famiglia, optò per il lavoro impiegatizio e, in seguito a pubblico concorso, fu assunto presso la Direzione Generale dei Lavori Ferroviari di Ancona (1888).
Nello stesso anno, con un pubblico concorso, passò al Ministero della Pubblica Istruzione come ufficiale d'ordine; l'anno successivo fu assunto come vicesegretario alla Corte dei Conti (in quest'ultimo concorso risultò il primo in graduatoria). Quivi rimase per molti anni (fino all'ottobre del 1902), percorrendo una rapida carriera, che lo portò a essere primo segretario.
Nel corso di tale periodo proseguì nei suoi studi e, nel 1891, conseguì l'abilitazione all'insegnamento della computisteria nelle scuole tecniche. Sono di questo periodo le sue prime pubblicazioni scientifiche: il Saggio sulle scritture in partita doppia e i Saggi di scienze economiche.
Sempre durante il periodo di servizio presso la Corte dei Conti, previa specifica autorizzazione del Consiglio Superiore della Pubblica Istruzione, fu ammesso, per titoli, all'esame di diploma presso la Scuola Superiore di Commercio di Venezia, esame che superò come primo classificato, conseguendo quindi l'abilitazione all'insegnamento delle scienze economiche negli istituti tecnici (1892).
Grazie a questo ulteriore riconoscimento scientifico, ottenne la libera docenza di economia politica presso l'Università degli Studi di Roma. Insegnò così nell'ateneo romano economia politica per 10 anni, dal 1892 al 1902, continuando a prestar servizio presso la Corte dei Conti.
Nel 1897 conseguì anche la libera docenza di scienza delle finanze, sempre nell'Università di Roma, e nel 1902 vinse il concorso per professore straordinario di scienza delle finanze e diritto finanziario nell'Università di Pisa (nel 1902 Tangorra era ancora studente di giurisprudenza nell'Università di Camerino; conseguirà il diploma di laurea nel 1903, quando da sette mesi era professore straordinario nell'Università di Pisa).
Nel 1904 conseguì l'ordinariato nella medesima università toscana, nella quale, nello stesso anno, fu anche incaricato dell'insegnamento di contabilità dello Stato. Fondò, e diresse per molti anni, la Rivista italiana di sociologia, la cui influenza fu determinante nella cultura italiana di quegli anni. Accanto all'intensa attività scientifica, Tangorra profuse anche un attivo impegno in campo politico.

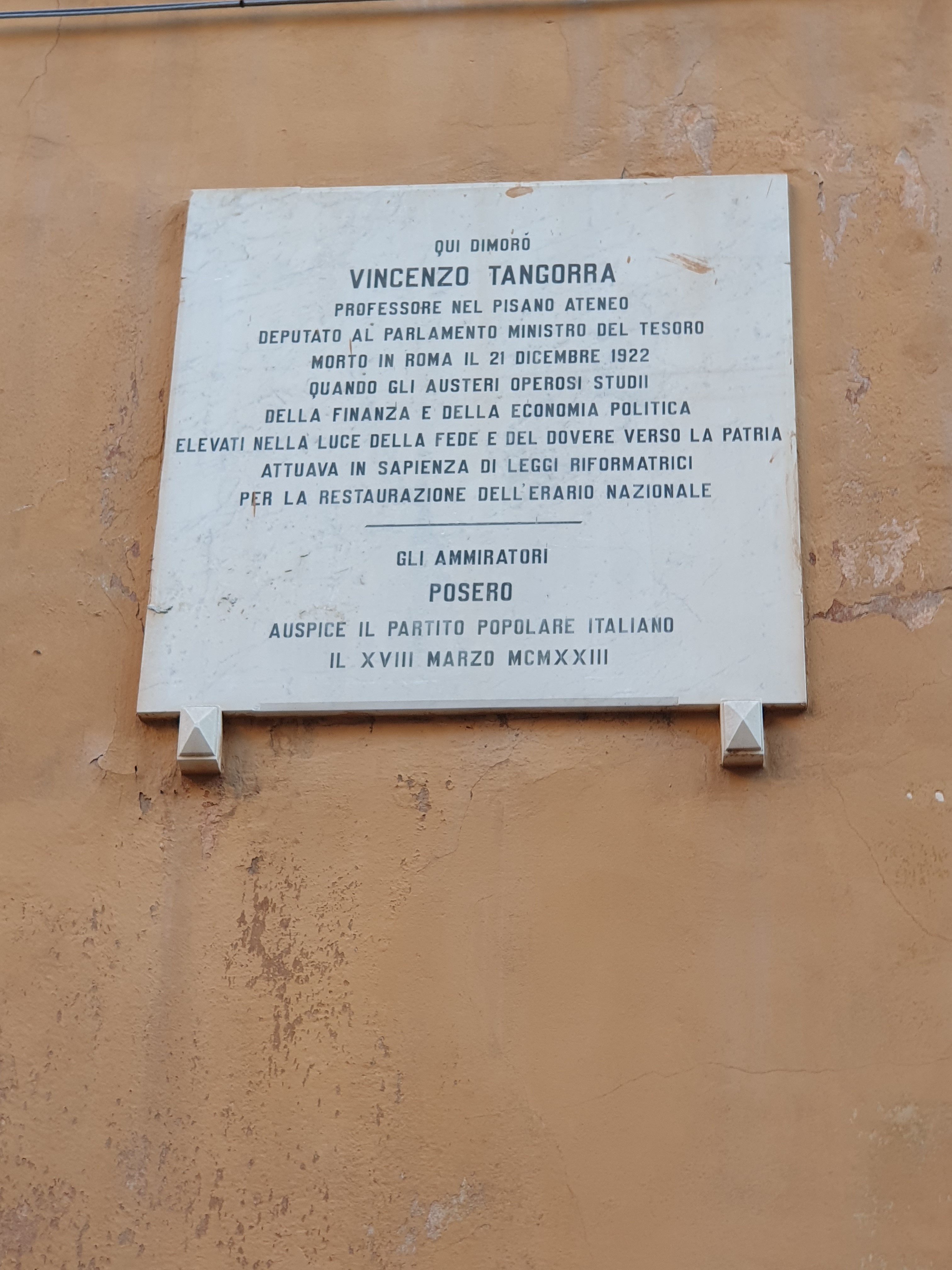
Lapide a Pisa (via San Paolo, 15) sulla casa dove visse Vincenzo Tangorra, posta nel 1923

Fu consigliere provinciale, rappresentante del mandamento di Venosa, nel 1893, e consigliere comunale a Pisa nel 1908, a capo dell'opposizione, costituita da uno schieramento formato da cattolici e democratici. Nel primo dopoguerra aderì al Partito Popolare Italiano di Luigi Sturzo e fu deputato, eletto in Toscana, per due legislature (nelle elezioni del 1921 fu candidato anche in Basilicata, dove ebbe però scarsi consensi). Fu, infine, Ministro del tesoro nel 1922, con Mussolini presidente del consiglio dei ministri. Morì, a pochi mesi dall'insediamento, il 21 dicembre del 1922, dopo essere stato colpito da un malore durante la seduta del Consiglio dei ministri del 15 dicembre.

## Opere
- La teoria economica sul costo di produzione, Roma, Tipografia Agostiniana, 1893;
- La nuova teoria dell'utilità degli economisti classici italiani: prolusione, Roma, 1894;
- Per la teoria del fondo dei salari, Roma, 1894;
- Delle denominazioni della scienza economica, Napoli, 1895;
- Il problema dell'emigrazione, Roma, Stabilimento Tipografico Italiano, 1896;
- Il metodo psicologico in sociologia, in "Rivista di sociologia", Palermo, 1896;
- I fattori dell'evoluzione sociale, Roma, 1896;
- Il problema delle leggi statistiche in base alla psicologia contemporanea, Milano;
- Studi sulla pressione tributaria, Roma, 1897;
- Controllo finanziario, Roma, Stabilimento Tipografico Italiano, 1898;
- La funzione della banca: nota, Scanzano, Tipografia degli Olmi, 1899;
- La sociologia e l'economia politica, Roma, 1898;
- Il controllo fiscale nell'amministrazione finanziaria. Ricerche intorno a taluni lineamenti formali della finanza, Scanzano, Tipografia degli Olmi, 1899;
- Come funziona la Corte dei Conti italiana, Bologna, 1899;
- Il diritto finanziario e i suoi odierni problemi, Torino, Bocca, 1900;
- Le tasse ipotecarie, Torino, Bocca, 1900;
- Saggi critici di economia politica, Torino, Bocca, 1901;
- I limiti dell'indagine teorica nella finanza pubblica: prolusione, Roma, Stabilimento Tipografico Italiano, 1902;
- Trattato di scienza della finanza, Società Editrice Libraria, Milano, 1915.